# ZSC Lions Frauen
Die ZSC Lions Frauen sind die Fraueneishockeymannschaft des Schweizer Eishockeyclubs ZSC Lions aus Zürich, die in der Women’s League spielt. Mit 9 Meistertiteln (respektive 12 inklusive der Meistertitel der Grasshopper-Frauen) sind die ZSC Lions Frauen Rekordmeister im Schweizer Fraueneishockey.

## Geschichte
1982 wurde das erste Frauenteam im Umfeld des Zürcher SC gegründet, das sich ZSC Astena (Astrid und Elena) nannte und zunächst ein reines Hobbyteam war. 1984 wurde das Team vom Verein anerkannt und konnte in der Folge auf verbesserte Rahmenbedingungen zurückgreifen. In den Spielzeiten 1985/86 und 1986/87 nahm das Team jeweils an der Meisterschaft des SEHV teil und belegte 1987 den dritten Platz. Anschliessend folgte der Aufstieg in die Leistungsklasse B (LKB), die zweite Spielklasse im Schweizer Fraueneishockey. Parallel dazu wurde beim Grasshopper Club Zürich eine Frauenmannschaft gegründet, die die Meisterschaften 1989, 1990 und 1991 gewann.
Während die ZSC Cosmos bis 1995 in der LKB verblieb, stiegen die Grasshopper-Frauen 1993 in die LKB ab. 1995 wurde die dritte Spielklasse, die Leistungsklasse C, eingeführt, aus der die ZSC Frauen 1996 wieder in die LKB aufstiegen. 1996 bildeten die Grasshopper-Frauen eine Spielgemeinschaft mit dem SC Weinfelden in der Leistungsklasse A (LKA).
1997 fusionierte die Eishockeyabteilung des Grasshopper Clubs mit dem Zürcher SC zu den ZSC Lions respektive GCK Lions. Eine kombinierte Mannschaft des ZSC, GC und Weinfelden trat anschliessend in der LKA-Saion 1997/98 an und belegte den fünften Platz. 1999 folgte der Abstieg der GC/ZSC-Frauen in die LKB. Erst acht Jahre später, nach einem Ab- und Wiederaufstieg in die/aus der LKC, gelang den ZSC-Frauen mit Florence Schelling im Tor in der Liga-Relegation 2007 der Wiederaufstieg in die LKA. Während dieser Zeit wurde 2001 das Frauenteam beim Grasshopper Club endgültig aufgelöst und erst 2007 bei den GCK Lions neu gegründet.
2009 gewann die Mannschaft mit dem Swiss Women’s Hockey Cup ihren ersten Titel. In der Saison 2010/11 erreichten die ZSC-Frauen das Playoff-Finale, in dem sie den HC Lugano mit 3:0 besiegten und ihren ersten Schweizer Meistertitel gewannen. Seit 2011 sind die ZSC Lions Frauen neben dem HC Lugano Ladies Team die dominierende Mannschaft der höchsten Schweizer Spielklasse und gewannen bis 2023 insgesamt acht Meistertitel und zehn Cupsiege. Im Jahr 2023 krönte das Team das 40-jährige Jubiläum der Gründung mit dem Double aus Schweizer Meisterschaft und Cupsieg. 2024 wiederholten die ZSC Lions Frauen den Erfolg aus dem Vorjahr und gewannen den neunten Titel der ZSC-Klubgeschichte sowie den dritten Meistertitel in Folge.

## Kader der Saison 2024/25
Stand: 11. April 2025
| Nr. | Nat.               | Spielerin          | Pos. | Geburtsjahr |
| --- | ------------------ | ------------------ | ---- | ----------- |
| 35  | Schweiz            | Alisha Berger      | G    | 2006        |
| 31  | Schweiz            | Laura De Bastiani  | G    | 1995        |
| 01  | Schweiz            | Sandy Heim         | G    | 1995        |
| 37  | Schweden           | Josefine Holmgren  | D    | 1993        |
| 15  | Schweiz            | Sonja Inkamp       | D    | 2007        |
| 11  | Schweiz            | Zoé Mächler        | D    | 2005        |
| 21  | Schweiz            | Jana Peter         | D    | 2005        |
| 16  | Schweiz            | Dominique Scheurer | D    | 1995        |
| 24  | Schweiz            | Shannon Sigrist    | D    | 1999        |
| 19  | Schweiz            | Aurela Thalmann    | D    | 2003        |
| 23  | Schweiz            | Jil Aschwanden     | F    | 2003        |
| 18  | Schweiz            | Sara Bachmann      | F    | 2002        |
| 27  | /                  | Hannah Estermann   | C    | 2008        |
| 06  | Schweiz            | Mara Frey          | F    | 2002        |
| 05  | Schweiz            | Nora Harju         | F    | 2003        |
| 14  | Schweiz            | Hayley Hirt        | F    | 2006        |
| 10  | Vereinigte Staaten | Kate Holmes        | F    | 2000        |
| 26  | Vereinigte Staaten | Kristina Kontny    | F    | 1988        |
| 25  | Schweiz            | Alina Marti        | F    | 2004        |
| 28  | Schweiz            | Sarina Ochsner     | F    | 2007        |
| 09  | Tschechien         | Alena Polenská     | F    | 1990        |
| 13  | Schweiz            | Giulia Romerio     | F    | 2006        |
| 12  | Schweiz            | Lisa Rüedi         | F    | 2000        |

### Trainerstab
| Pos.              | Nat.       | Name            | Geburtsdatum      |
| ----------------- | ---------- | --------------- | ----------------- |
| Trainerin         | Schweiz    | Cyndy Kenyon    | 22. November 1983 |
| Torhütertrainerin | Frankreich | Caroline Baldin | 14. März 1993     |
| Spezialtrainer    | Schweiz    | Richi Novak     | 17. Juni 1971     |